# Megetra vittatus
Megetra vittatus es una especie de coleóptero de la familia Meloidae.

## Distribución geográfica
Habita en México y en Arizona y Nuevo México en (Estados Unidos).